# Zalesice (gromada)
Zalesice – dawna gromada, czyli najmniejsza jednostka podziału terytorialnego Polskiej Rzeczypospolitej Ludowej w latach 1954–1972.
Gromady, z gromadzkimi radami narodowymi (GRN) jako organami władzy najniższego stopnia na wsi, funkcjonowały od reformy reorganizującej administrację wiejską przeprowadzonej jesienią 1954 do momentu ich zniesienia z dniem 1 stycznia 1973, tym samym wypierając organizację gminną w latach 1954–1972.
Gromadę Zalesice z siedzibą GRN w Zalesicach utworzono – jako jedną z 8759 gromad na obszarze Polski – w powiecie częstochowskim w woj. stalinogrodzkim, na mocy uchwały nr 17/54 WRN w Stalinogrodzie z dnia 5 października 1954. W skład jednostki weszły obszary dotychczasowych gromad Staropole, Sygontka, Wiercica i Zalesice ze zniesionej gminy Przyrów oraz obszar dotychczasowej gromady Sieraków ze zniesionej gminy Janów w tymże powiecie, a także część oddziałów leśnych nr 38, I A i 1 o powierzchni 29 ha z Nadleśnictwa Julianka. Dla gromady ustalono 17 członków gromadzkiej rady narodowej.
20 grudnia 1956 województwo stalinogrodzkie przemianowano (z powrotem) na katowickie.
1 lipca 1968 gromadę zniesiono, a jej obszar włączono do gromad Janów (wsie Julianka, Sieraków i Sygontka) i Przyrów (wsie Staropole, Wiercica i Zalesice) w tymże powiecie.